# République riograndense
Ne pas confondre avec la contemporaine République du Rio Grande, au Mexique.
1836–1845
Entités précédentes :
- Empire du Brésil

Entités suivantes :
- Empire du Brésil

La République riograndense, parfois appelée république de Piratini (en portugais : República Rio-Grandense ou República do Piratini), est un État-nation sud-américain qui existe du 11 septembre 1836 au 1er mars 1845 dans l'espace géographique qui correspond à l'actuel État du Rio Grande do Sul, dans le Sud du Brésil. Bien qu'il ne soit jamais été reconnu comme un État autonome, il vote une constitution en 1843.

## Histoire
L'indépendance est proclamée par Antônio de Souza Neto (en), qui nomme Bento Gonçalves da Silva comme le premier président du pays pendant la rébellion qui devient la guerre des Farrapos. En 1839, la république de Piratini forme une confédération avec la nouvelle république de Juillet (República Juliana en portugais), qui correspond à l'actuel État brésilien de Santa Catarina et qui proclame son indépendance du Brésil la même année.
La République riograndense a cinq capitales au cours de ses presque neuf ans d'existence : les villes de Piratini (à laquelle elle doit son nom de république de Piratini), Alegrete, Caçapava do Sul (capitales officielles), Bagé (pour seulement deux semaines), et São Borja. 
La guerre entre les gauchos et l'empire du Brésil se termina par le traité de Ponche Verde. Le traité offre aux rebelles une amnistie totale, la pleine incorporation dans l'armée impériale et le choix du prochain président de la province. Toutes les dettes de la République riograndense sont remboursées par l'Empire. Il existe encore plusieurs petits mouvements séparatistes qui prônent la rupture du traité et le retour à une république indépendante.